# Muzeum hudebních nástrojů v Bruselu
Muzeum hudebních nástrojů v Bruselu (nizozemsky Muziekinstrumentenmuseum, francouzsky Musée des Instruments de musique, zkráceně mim) je hudební muzeum, které je jedním z oddělení Královského muzea umění a historie v belgickém Bruselu. Vzniklo v roce 1877 v rámci Královské konzervatoře v Bruselu a jeho sídlo se nachází náměstí Kunstberg/Mont des Arts nedaleka královského paláce.

## Budovy muzea

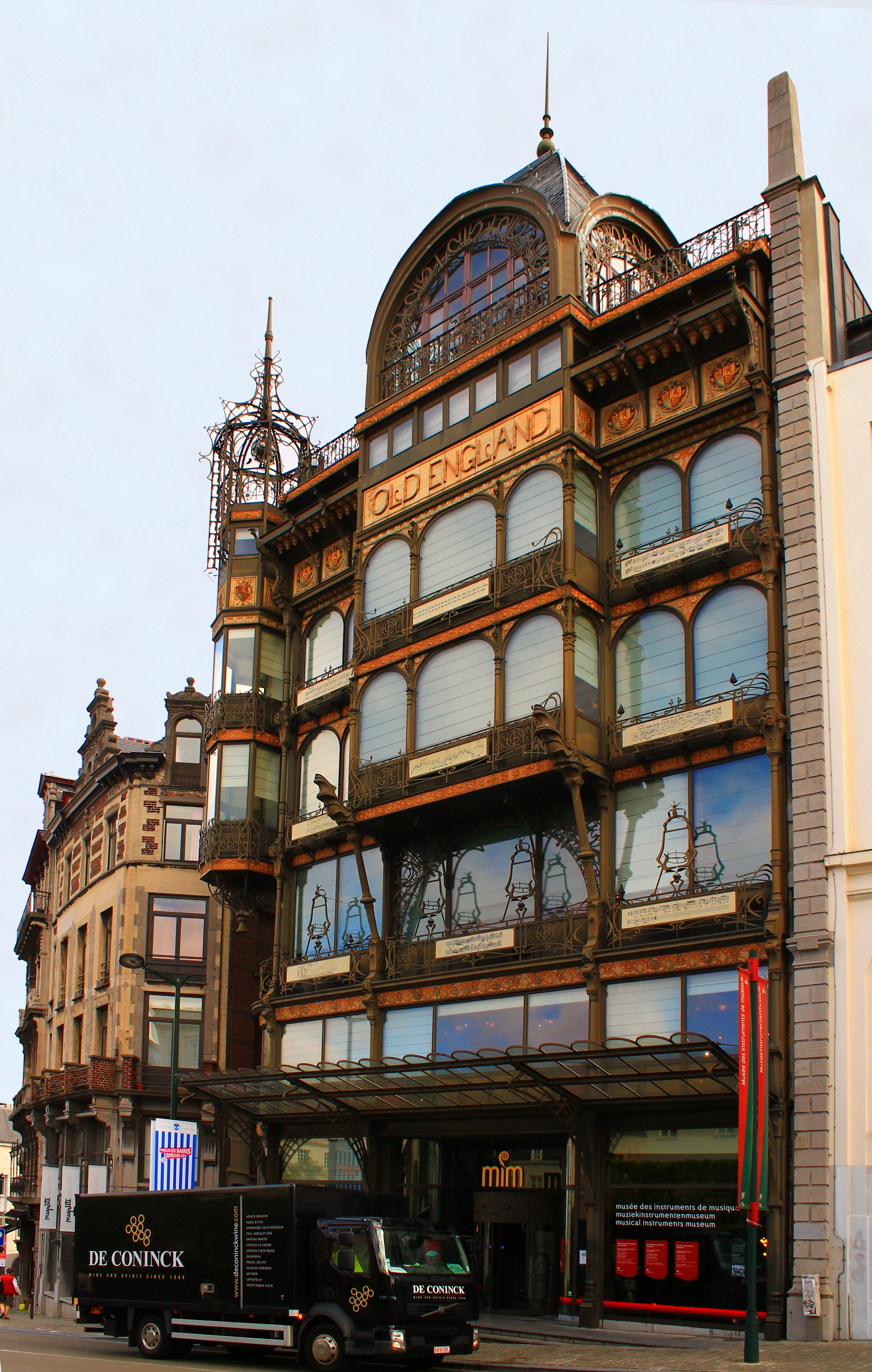
Muzeum hudebních nástrojů v bývalém obchodním domě Old England

Muzeum sídlí ve dvou historických budovách v ulici Koningsplein/Hofberg. Neoklasicistní budovu na Koningsplein navrhl Barnabé Guimard v roce 1774. Druhá budova byla postavena v roce 1899 v secesním stylu Paulem Saintenoyem a původně sloužila jako luxusní obchodní dům pod názvem Old England. Třetí budova byla nově postavena a slouží jako depozitář muzea.

## Historie

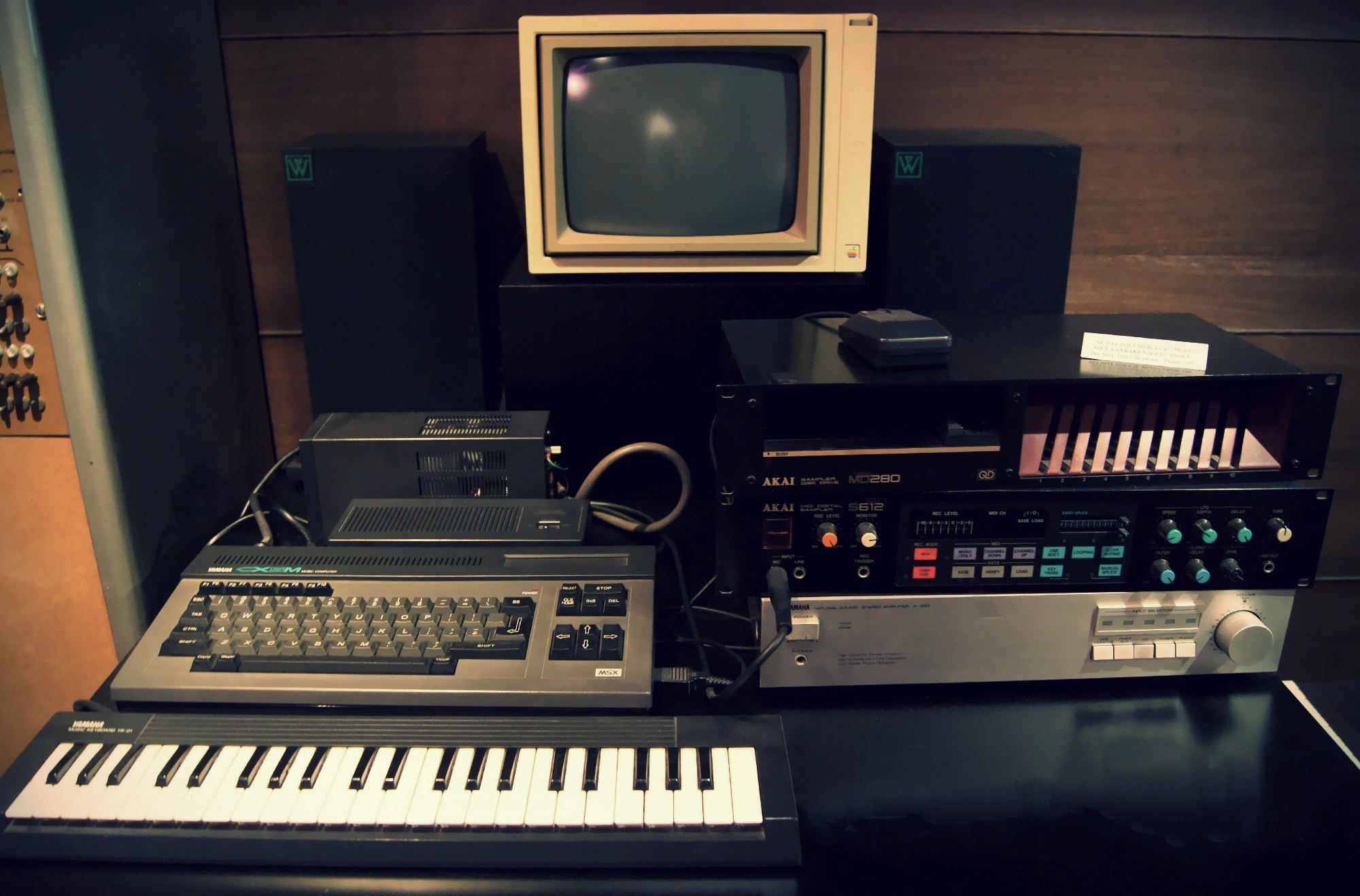
Hudební počítačová sada Yamaha CX5M včetně sampleru Akai S612

Základem sbírky hudebních nástrojů bruselského muzea jsou dvě kolekce, které se dostaly do majetku belgického státu. Sbírku historických nástrojů zakoupil muzikolog François-Joseph Fétis. Další sbírka indických nástrojů pocházela od bengálského muzikologa Rajah Sourindro Mohun Tagore.
Po roce 1877 byla sbírka umístěna v prostorách Královské konzervatoři v Bruselu, kde sloužila k didaktickým účelům. Neustále se rozšiřující sbírku však bylo nutné postupně přemístit do několika budov.
Současné budovy byly získány a adaptovány pro potřeby instituce teprve v roce 1978. Od roku 1992 je sbírka součástí Královského muzea umění a historie. 
Muzeum hudebních nástrojů na jeho současném místě bylo otevřeno v roce 2000.

## Sbírka a muzeum
Muzeum ukazuje následující témata na 4 podlažích:
- Mechanické a elektronické přístroje
- Nástroje evropské lidové hudby a mimoevropské hudby
- Evropské nástroje v jejich vývoji od středověku do 19. století
- Vývoj klávesových nástrojů

Celkem sbírka čítá kolem 8000 nástrojů, z níchž vystaveno je asi 1200. Součástí muzea je knihovna, koncertní sál, restaurace v nejvyšším patře a muzejní obchod.
Zvukové vzorky mnoha nástrojů lze slyšet přes sluchátkový systém.
Ročně muzeum navštíví kolem 125 000 návštěvníků. Instituce příležitostně pořádá dočasné výstavy a koncerty vlivných současných vynálezců, jako jsou François a Bernard Baschet, Pierre Bastien, Yuri Landman, Logos Foundation a další.